# إيليا أليخو
إيليا كريستيان أونج أليخو (بالإنجليزية: Elijah Christian Ong Alejo)‏ (مواليد 13 نوفمبر 2004) هي ممثلة فلبينية. وهي معروفة بدورها المناهض في بريما دوناس في دور بريانا و تحت السنج في دور شينا.
في أبريل / نيسان 2020 ، كتبت روايتها الأولى في واتباد بعنوان "الحب غير المتوقع".

## روابط خارجية
- إيليا أليخو في قاعدة بيانات الأفلام على الإنترنت
- Sparkle Profile